# 城麻美
城麻美（1975年9月15日—）原為日本廣告模特兒，曾在常盤貴子的廣告中擔任配角，並拍過數本寫真集。
之後轉型成AV女優，以雪白的肌膚聞名。原取名，後以城麻美為藝名。她跟憂木瞳一起主持東京電視台深夜成人節目《東京情色派》（ギルガメッシュないと）的情色廚房單元，以裸體圍裙創下收視率佳績；之後和憂木瞳赤裸在浴缸中介紹電影單元，更是轟動。她在《東京情色派》將關閉前的最後數集，挑大樑擔任主持人。
1997年曾以佳山由實為藝名參與演出電視劇《電磁戰隊百萬連者》中邪電王國的「斯波麗娜（シボレナ）」一角，之後即淡出演藝圈。

## 影片
1. 1996年1月26日
2. 1996年2月23
3. 1996年4月19日
4. 1996年5月17日
5. 1996年6月14日
6. 1996年7月12日
7. 1996年8月6日
8. 1996年8月9日
9. 1996年8月30日 （九人合集）
10. 1998年5月22日
11. 2000年2月11日 （澤田舞香/加納瑞穗/鈴木麻奈美/金澤文子四人合集）
12. 2000年9月15日 （麻生早苗/若菜瀨奈等十八人合集）
13. 2000年9月22日 （澤田舞香/加納瑞穗/鈴木麻奈美/金澤文子五人合集）
14. 2002年10月11日 （DVD）
15. 2002年12月24日 （DVD）

## 寫真集
1. HAREM ASAMI & FRIENDS（攝）
2. HINANO 城麻美寫真集（若杉憲司攝）
3. sora ASAMIJOH（小澤忠恭攝）

## 外部連結
- 城麻美さんお仕事データ（日語）
- 城麻美氣質優雅讓人驚豔 蘋果日報 2003年8月29日